# 4,4'-联苯二甲酸
4,4'-联苯二甲酸是一种有机化合物，化学式为C14H10O4。

## 制备
4,4'-联苯二甲酸可由4,4'-二异丙基联苯在乙酸盐存在下进行催化氧化反应得到。4-溴苯甲酸和4-羧基苯硼酸在碱性条件下的的Suzuki偶合反应也能制备4,4'-联苯二甲酸。